# Сіряки
Сіря́ки — село в Україні, у Солоницівській громаді Харківського району Харківської області. Населення становить 322 особи. Орган місцевого самоврядування — Солоницівська селищна рада.

## Географія
Село Сіряки знаходиться на відстані 1 км від Харківської окружної дороги (М03), примикає до кордону міста Харків (район Залютине), на відстані 3 км розташоване село Подвірки, село оточене лісовим масивом (дуб).

## Історія
Село засноване в 1650 році.
У вересні 2012 року частина села (1-й і 2-й Степові провулки, Степова вулиця) була включена в межі міста Харкова.

## Населення

### Мова
Розподіл населення за рідною мовою за даними перепису 2001 року:
| Мова       | Кількість | Відсоток |
| ---------- | --------- | -------- |
| українська | 250       | 77.64%   |
| російська  | 72        | 22.36%   |
| Усього     | 322       | 100%     |

## Відомі люди
- Шищенко Сергій Юрійович — український футболіст та тренер.
- Карагяур Андрій Степанович - доктор технічних наук, професор в Харківському національному університеті міського господарства імені О.М. Бекетова (до 2023 р. професор Харківського національного університету будівництва та архітектури)